# Doença oportunista
Uma infecção oportunista é uma infecção causada por patógenos (bactérias, fungos, parasitas ou vírus) que aproveitam uma oportunidade normalmente não disponível. Essas oportunidades podem derivar de uma variedade de fontes, como um sistema imunológico enfraquecido (como pode ocorrer na síndrome da imunodeficiência adquirida ou quando está sendo tratado com drogas imunossupressoras , como no tratamento do câncer),  um microbioma alterado (como uma interrupção no microbiota intestinal), ou violadabarreiras tegumentares (como no trauma penetrante).
As mais conhecidas são:
- Pneumonia causada por Pneumocistys, um fungo normalmente não patológico, comum em doentes com SIDA,
- Linfomas (cancros do sistema linfático)
- Sarcoma de Kaposi (característico pelas suas bexigas de cor roxa)
- Cancro dos tecidos abaixo da pele também característico em doentes de SIDA.